# Charles Rousselière
Charles Rousselière (Saint-Nazaire-d'Aude, Francia, 17 de enero de 1875 - Joué-lès-Tours, 11 de mayo de 1950) fue un tenor operístico francés que actuó principalmente en la Ópera de París, la Ópera de Montecarlo, y la Opéra-Comique. Cantó en los estrenos mundiales de varias óperas, incluyendo Don Procopio, de Bizet, Julien, de Charpentier, Béatrice de Messager y Amica de Mascagni.
Rousselière nació en Saint-Nazaire-d'Aude (pueblo en Languedoc-Roussillon) y originalmente trabajó como herrero antes de estudiar con Albert Vaguet en el Conservatorio de París. Actuó en cafe-concierto, y fue una de las estrellas del Petit Ramponneau en Montmartre, dirigido por Théophile Pathé, hermano de Charles Pathé, con quien hizo sus primeras grabaciones.
Hizo su debut escénico como Samson en Sansón y Dalila de Saint-Saëns, en la Ópera de París en 1900. También apareció en el Met de Nueva York (donde debutó como Roméo en Roméo et Juliette en 1906), así como en Berlín, Buenos Aires y Milán. En el estreno en Montecarlo (1913) y en la subsiguiente producción en la Opéra-Comique (1919) cantó Ulysse en Pénélope, de Fauré.
Rousselière cantó en Buenos Aires por primera vez en 1907, en la reposición de Don Carlo de Verdi, con Salomea Kruscenisky, Marie Claessens, Giuseppe de Luca y Adam Didur. Los años siguientes cantó allí Siegmund, Siegfried, Loge, Samson y Canio, entre otros papeles. Fue el primer Parsifal del Teatro Colón (con Elena Ruszkowska y Tullio Serafin dirigiendo). En Buenos Aires Rousselière siempre cantó en italiano, excepto en Siegfried, que cantaba en francés, y el resto del reparto en italiano. 
En el Teatro Real de Madrid, entre 1910 y 1920,  cantó Loge, Tristan, Siegmund, los dos Siegfrieds y Parsifal.
Hizo numerosas grabaciones entre 1903 y 1930.
Rousselière murió en Joué-lès-Tours a la edad de 75 años.